# 邯郸宫
邯郸宫是北齐后主高纬在河北省邯郸市地区修建的宫殿。其建筑规模宏大，可容纳几千人。
邯郸宫的前身是汉代封国赵国赵王所居住的宫殿，最初是汉高祖刘邦为他最喜欢的小儿子赵王刘如意所建。东汉初经过战乱后的大体建筑犹存，汉武帝刘秀破王郎之后，在邯郸宫温明殿居住过一段时间。北齐后主高纬统治期间，骄奢淫逸，大兴土木“雕墙俊宇，甘酒嗜音”，政治极端腐败，武平四年（573年），山东出现了大饥荒，饿殍遍地，他却大规模的征发人力，营建仙都苑。就在北齐灭亡的前一年，武平七年（576年），他又“诏营邯郸宫”。邯郸宫殿“穷侈极丽，后宫侍御千馀人，皆宝衣玉食”。

## 遗址
关于北齐邯郸宫的具体位置，侯仁之推测是在汉代赵王宫殿的基址上营建的。根据《邯郸县志》记载说旧址在邯郸城西北一里许。清人编纂的《读史方舆纪要》称，齐主高纬时，尝营邯郸宫。盖即赵宫故址更为营建云。